# Patricia Sosa
Patricia Elena Sosa Gaitán (Buenos Aires; 23 de enero de 1956) es una cantante, compositora y actriz argentina que a mediados de los años setenta fue líder del grupo Nomady Soul. Luego en los años ochenta fue voz líder del grupo La Torre y luego emprendió una carrera como solista.

## Vida y carrera

### Nomady Soul y La Torre
Su carrera musical comenzó en 1976 cuando se incorporó a la banda "Nomady Soul", en la que cantaba en inglés y español. Tuvo que lidiar con el machismo de un público que la recibía con insultos al tratarse de la primera cantante de una banda de hard rock.
Realizó giras internacionales y permaneció allí por seis años. Luego de abandonar la formación, se unió al grupo La Torre, marcando un nuevo estilo: el de las mujeres en el rock. Con él grabó seis álbumes, desde 1982 hasta 1989. En el año 1985, la Fundación Konex le otorgó el Diploma al Mérito, como una de las cinco mejores cantantes de la historia del rock argentino. Hacia finales de los ochenta, realizó dos giras extensas por la entonces Unión Soviética con La Torre.

### Carrera solista
En 1990, se lanzó al mercado musical como solista, con un material discográfico titulado Patricia Sosa que llegó a disco de platino en una semana. Debutó en Buenos Aires en el teatro Coliseo, punto de partida de una gira por el interior del país y Latinoamérica. Al año siguiente grabó en vivo lo que sería su segundo álbum. A este le siguió Luz de mi vida (1992).
En 1994, editó Suave y profundo, ganando el Premio ACE como mejor álbum femenino en el rubro balada-pop.[cita requerida] Este disco incluye el tema "Aprender a volar" que constituye hoy un himno en su carrera.
En 1995 fue convocada para participar en el homenaje a Carlos Gardel en el 60° aniversario de su fallecimiento, llevado a cabo en el Teatro Nacional Cervantes con la producción de Grupo América, interpretando el tango Cuando tú no estás, y Emilio Estefan la convocó para formar parte del proyecto Voces Unidas, en el cual participaron Gloria Estefan, Jon Secada, Ricky Martin, Plácido Domingo, Alejandro Fernández, Roberto Carlos, y Julio Iglesias. Puso su voz en "Puedes llegar", el himno de los Juegos Olímpicos de Atlanta en 1996 y compuso un tema para el álbum, llamado "Nunca es tarde para amar". En el mismo año Patricia ganó el Konex de platino como la Mejor cantante de balada-pop de la época y grabó dos capítulos de la miniserie Poliladron.
En 1996, compuso "Olvidarte no podrán", el tema central de la película Eva Perón, participó de un programa piloto para una miniserie policial, Beso mortal, y formó parte del elenco de la ópera prima de Marcos Carnevale, Noche de ronda. Luego lanzó su quinta placa, La historia sigue. 
En 1997, grabó con el maestro Ariel Ramírez el disco Mujeres argentinas-Cantata sudamericana, quien la invitó a incorporarse a su conjunto musical, llevándola a recorrer el mundo.
Protagonizó entre 1997 y 1998 la telenovela RR DT, junto a Carlos Andrés Calvo, China Zorrilla, y Pepe Soriano, entre otros. Al año siguiente escribió y protagonizó junto a Valeria Lynch el musical "Las hijas de Caruso". Además editó su primer libro: Código de barrio.
En el año 2000, reapareció en televisión para interpretar a Paula, la villana de la telenovela infantil Chiquititas de Cris Morena. La telenovela, además, la llevó a presentarse durante ochenta funciones en el teatro Gran Rex de Buenos Aires.
Dos años más tarde, editó No me dejes de amar. Y en 2003 protagonizó junto a Juan Carlos Baglietto y Sebastián Francini, la comedia musical "El Principito", donde interpretaba a la Serpiente. También compuso las letras de musicales como "Peter Pan, todos podemos volar" y "Aladín, será genial".
En el año 2004, grabó el disco Toda, un compilado de canciones de toda su carrera.
En 2005, recibió el diploma al mérito como una de las cinco mejores cantantes de la balada-pop.
En 2006 participó en Showmatch siendo jurado de Cantando por un sueño. Además, presentó su segundo disco en vivo con DVD, el cual fue galardonado con el premio Carlos Gardel.[cita requerida] Este disco incluyó las participaciones de Sandra Mihanovich, Juan Carlos Baglietto y Carica.
En 2007 editó un nuevo disco de estudio llamado Lija y terciopelo, que incluye tres versiones propias, entre ellas Mueve, mueve otra vez, de La Torre, y un dúo con Ricardo Montaner. Contó con una nominación al premio Carlos Gardel como mejor álbum pop solista femenino. Además, volvió a participar de Cantando por un sueño.
En 2008 se puso en marcha la fundación "Pequeños Gestos, Grandes Logros", la cual preside. Emprendió la causa Toba, realizando viajes a Chaco, El Impenetrable. También fue contratada para protagonizar la película "Ningún amor es perfecto" junto a Diego Olivera, dirigida por Pablo Sofovich. Meses después fue convocada para participar en la película "Papá por un día".
En 2009, encabezó el espectáculo "Puerto Buenos Aires" en Madero Tango, junto a Raúl Lavié, Maximiliano Guerra, y Mora Godoy. En octubre del mismo año volvió al "Teatro Gran Rex", realizando dos funciones donde presentó el tema inédito "Bendigo", tema central de la película "Ningún amor es perfecto"; y presentó la edición de su segundo libro, "Cuento con vos", una recopilación de cuentos escritos por 49 famosos para colaborar con su Fundación.
En enero de 2011, fue la figura principal de la Revista de Buenos Aires, integrada por Raúl Lavié, Miguel Ángel Rodríguez, María Eugenia Ritó, Valeria Archimó, Chiqui Abecasis y Marcelo Polino, en el teatro Broadway de Buenos Aires, pero tuvo que abandonar el elenco al poco tiempo, por un accidente doméstico.[cita requerida] Meses después, comenzó los preparativos para su nuevo álbum, Desde La Torre, en el cual homenajea a su antigua banda de rock, versionando temas de los ochenta compuestos por ella misma. También grabó su participación en la película "Otro corazón". A comienzos del 2012, formó parte del jurado en un programa emitido por Canal 13 llamado "Soñando por cantar", el cual recorrió el país buscando nuevos cantantes para luego premiarlos con un lugar en "Cantando 2012".
El 25 de mayo de 2014, formó parte de los festejos por el aniversario de la Revolución de Mayo, en el marco del show "Somos Cultura" del Ministerio de Cultura de la Nación. En el mismo año llegó a entonar la Misa Criolla en el Vaticano.
En 2015, recibió su tercer premio Konex, esta vez como solista femenina de pop.

### Actuación
Sosa ha incursionado en el campo de la actuación, incluyendo participaciones en televisión (Poliladron, RRDT, Chiquititas, Un cortado... historias de café), cine (Noche de ronda de Marcos Carnevale, Ningún amor es perfecto de Pablo Sofovich, Papá por un día de Raúl Rodríguez Peila, Otro Corazón) y teatro (Las hijas de Caruso, El Principito, Teatro por la identidad). 
En 2021 volvió a la actuación en Perla negra 2.0, remake de la telenovela original transmitida entre 1994-1995 y protagonizada por Andrea del Boca y Gabriel Corrado. Sosa interpreta a Miss Helen, papel que en la original le correspondía a Regina Lamm. La telenovela dirigida por Andrea del Boca y escrita por el guionista original Enrique Óscar Torres, está reversionada en formato serie web, a través del canal SOAPY series de YouTube, con 20 capítulos en total, divididos en dos temporadas, y pocos minutos de duración cada uno. La telenovela se estrenó en junio de 2021.
Además preside la fundación Pequeños Gestos, Grandes Logros. Realiza diversas tareas solidarias, destacando su ayuda a distintas comunidades Tobas de El Impenetrable.

## Discografía
Con Nomady Soul
- 1978: "Dicen que dejaste de quererme / Déjame" (Simple) (RCA)
- 1978: "Tú / Vuelve a mí" (Simple) (RCA)

Con La Torre
- 1982: «La Torre»
- 1983: «Viaje a la libertad»
- 1984: «Sólo quiero rock & roll»
- 1986: «Presas de caza»
- 1987: «En vivo»
- 1988: «Movimiento»

Como solista
- 1990: «Patricia Sosa»
- 1991: «En vivo» (Maxi simple)
- 1992: «Luz de mi vida»
- 1994: «Suave y profundo»
- 1996: «La historia sigue»
- 2002: «No me dejes de amar»
- 2004: «Toda»
- 2006: «En vivo en el Gran Rex»
- 2007: «Lija y terciopelo»
- 2012: «Patricia Sosa desde La Torre»
- 2016: «Señales»
- 2019: «Folclore»

Compilados
- 1999: "Colección aniversario"
- 2002: "Grandes éxitos"
- 2012: "El álbum!"

Simples/Sencillos/Promocionales
- 1978: "Dicen que dejaste de quererme / Déjame, prefiero que te vayas" (Grupo Nomady Soul) (Simple)
- 1986: "La Torre Maxi 45 R.P.M." (La Torre) (EP)
- 1987: "Confusa confusión / Rotas cadenas" (La Torre) (Simple)
- 1992: "Señal de amor" (Sencillo)
- 1996: "Beso mortal" (Sencillo promocional)
- 2004: "No será" (Sencillo promocional)
- 2007: "Hasta donde Dios me quiera llevar + Entrevista" (Sencillo promocional)

## Participaciones en otros discos
| - Mujeres argentinas / Cantata sudamericana. Disco completo. - Voces unidas. Cantó "Puedes llegar" y "Nunca es tarde para amar". - Las hijas de Caruso. Disco completo. - El encuentro. Cantó "Te dejaré". - Las estrellas no sólo brillan en el cielo. Cantó "Olvidarte no podrán". - Para mañana, de Santiago Feliú. Cantó "Marisa". - Mi tiempo interior. Cantó "Si lo sabes, te arrepientes". - Una aventura musical (El Principito). Disco completo. - Tributo a Carlos Gardel. Cantó "Cuando tú no estás". - 15 años con Juan Carlos Baglietto. Cantó "Corazón de madera". - Jingle de Rock and Pop. - Cuerdas - Piano - Teclados, Tomo I. Cantó "Las guerras". - De mi alma latina (volumen 1). Cantó un fragmento de "Alfonsina y el mar". - Swing. Cantó "Ahora". | - Chiquititas, las nuevas canciones del teatro. Disco completo. - Cantamos a María Elena Walsh. Cantó "Canción de la vacuna". - Música para soñar (volumen 1). Cantó "Good times". - Tango por los chicos. Cantó "El corazón al sur". - Folclore por los chicos. Cantó "Todo cambia". - Boleros por los chicos. Cantó "Cuenta conmigo". - Las mujeres de Lavié. Cantó "Zamba de usted". - Jingle de Pepsi. - O todo o nada. Cantó "Ámame como yo soy". - Kalea. Cantó "Lua lua". - Brilla. Cantó "Pachamama". - En vivo. Cantó "El duelo" y "Just another dreamer". - Vuelve a soñar. Cantó "Un poco de amor". |

## Participaciones en televisión
- Poliladron (1995).[14]
- Tres Tristes Tigres (programa de televisión) (1996).
- R.R.D.T. (1997 - 1998).[15][16]
- Chiquititas (2000).[17]
- Un cortado, historias de café (2001).[18]
- Poné a Francella (2002)
- La niñera (2004).[19]
- Casados con hijos (2005).[20][21]
- Canta conmigo Argentina (2009)
- Cantando por un sueño (2006-2011).[22][23]
- Soñando por cantar (2012).[24][25]
- Tu cara me suena (2014).[26]
- Laten argentinos (2016).[27]
- Bailando 2016 - Participación especial en: Homenaje a María Elena Walsh. (2016).[28][29]
- Genios de la Argentina (2019)
- MasterChef Celebrity Argentina (2020)
- Showmatch - Especial de humor (2021)
- Perla negra 2.0 (2021)
- El hotel de los famosos (2022)
- Los 8 escalones del millón (2022)
- Canta conmigo ahora - Jurado (2022)

## Actuaciones en teatro
- Las hijas de Caruso (1999)
- Chiquititas (2000)
- El Principito, una aventura musical (2003 - 2004)
- Teatro por la identidad (2005)
- Puerto Buenos Aires (2009)
- La revista de Buenos Aires (2010)
- Perdida Mente (2022 - 2023)

## Filmografía
- Buenos Aires Rock - Héctor Olivera, Carlos Orgambide y Renata Schussheim (1983)
- Noche de ronda - de Marcos Carnevale (1997)
- Papá por un día - de Raúl Rodríguez Peila (2009)
- ¿Ningún amor es perfecto? - de Pablo Sofovich (2010)
- Otro corazón - de Tomás Sánchez (2011)

## Autoría
- Código de barrio (1998)
- Las hijas de Caruso (1999)
- Peter Pan, todos podemos volar (2004)
- Aladín, será genial (2005)
- Cuento con vos (2008)
- Borges para niños (2011)